# Al límit de l'endemà
Al límit de l'endemà (títol original en anglès, Edge of Tomorrow, canviat després del seu llançament en dvd a Live Die Repeat: Edge of Tomorrow) és una pel·lícula de ciència-ficció dirigida per Doug Liman i estrenada el 30 de maig de 2014 a 3D i IMAX. Està inspirada en la novel·la lleugera All You Need Is Kill d'Hiroshi Sakurazaka i protagonitzada per Tom Cruise i Emily Blunt. Ha estat doblada i subtitulada al català.

## Argument
En el futur una invasió extraterrestre a la Terra tindrà com a objectiu la destrucció de l'espècie humana. La història d'All You Need Is Kill es desenvolupa just en aquest moment, on els homes fan tot el possible per resistir a l'atac i evitar així la seva extinció.
El protagonista és un oficial sense experiència en combat, que veu el que pot passar amb la seva vida convocat per a la guerra contra els invasors. El dia que mor durant el combat es queda atrapat en un bucle temporal, que el farà ressuscitar constantment i inevitable, reapareixent un cop i un altre en el mateix dia de la seva mort per lluitar i tornar a morir a la mateixa guerra.
Cada dia que passa, torna a morir; cada vegada que desperta el seu objectiu és convertir-se en un guerrer encara més letal capaç d'aturar la invasió extraterrestre. Després de nombrosos intents, s'adonarà que la seva missió és evitar l'atac, ja que l'experiència li demostra que un cop iniciada la conquesta alienígena l'espècie humana no té cap oportunitat de sobreviure. El protagonista ha d'anar canviant els esdeveniments dins del bucle en el qual es troba atrapat per evitar l'extermini de l'home, l'aniquilació del nostre planeta i la seva mort. D'aquesta manera, descobrirà la veritable importància de cada acte i les seves conseqüències, i tot el que això amaga darrere.

## Repartiment
- Tom Cruise: tinent coronel William "Bill" Cage
- Emily Blunt: Rita Vrataski
- Bill Paxton: Sergent Major Farrell Bartolome
- Brendan Gleeson: General Brigham
- Kick Gurry: Griff
- Dragomir Mrsic: Kuntz
- Charlotte Riley: Nance
- Jonas Armstrong: Skinner
- Franz Drameh: Ford
- Lara Pulver: Karen Lord
- Marianne Jean-Baptiste: Dr. Whittle
- Kidus Henok: Lewis
- Jeremy Piven: coronel Walter Marx
- Tony Way: Kimmel

## Recepció

### Crítica
Al límit de l'endemà va ser aclamada per la crítica, obtenint una aprovació del 91% en el lloc web Rotten Tomatoes, basada en 337 ressenyes i de part de l'audiència va obtenir una aprovació del 90%.

### Taquilla
Al límit de l'endemà va recaptar 100.2 milions dòlars a Amèrica del Nord i 270.3 milions a la resta del món; sumant així, un total de 370.5 milions de dòlars a tot el món.